# Сундарбан (національний парк)
Національний парк Сундарбанс (англ. Sundarbans National Park, бенг. সুন্দরবন জাতীয় উদ্যান, Shundorbôn Jatio Uddan) — національний парк в індійському штаті Західний Бенгал, об'єкт Світової спадщини ЮНЕСКО та біосферний заповідник, розташований в районі Сундарбанс спільної дельти Брахмапутри і Ганга. Район парку щільно вкритий мангровими заростями та є одним з найбільших заповідників бенгальського тигра. Також тут мешкає багато птахів, плазунів, безхребетних та інших тварин, включаючи гребенястого крокодила.